# A la suerte de la olla
A la suerte de la olla fue un programa humorístico transmitido por Canal 13, estrenado el 4 de junio de 2001.

## Historia
Este programa nació en junio de 2001 tras un quiebre del elenco del programa Jappening con ja, que era transmitido en ese entonces por Megavisión, debido a la salida de Gladys del Río decidida por Eduardo Ravani. Tanto Del Río como Jorge Pedreros (su cónyuge), se enfrascaron en una disputa por los medios con Ravani, y finalmente salieron del espacio, a quienes se les sumó Marilú Cuevas.
Los comediantes emigraron a Canal 13, donde reclutaron a otros actores —incluyendo a los exparticipantes del Jappening... Fernando Alarcón y Patricio Torres— para crear A la suerte de la olla. El primer episodio logró 23.7 puntos promedio en el sistema de medición de audiencias.
Originalmente el programa era emitido de lunes a viernes a las 18:45 horas. Después de un mes al aire comenzó a ser emitido sólo los miércoles a las 23:15 horas.

## Formato
El programa era producido de forma teatral, grabando los capítulos con público en vivo. Tuvo una inspiración de varios radioteatros como: «Hogar, dulce hogar», «Radiotanda» y «Residencial La Pichanga».
La trama era protagonizada por la familia Norambuena, compuesta por Ángel y Yolanda, quienes, para poder enfrentar sus deudas, toman la decisión de transformar su casa en una pensión, recibiendo a un variopinto grupo de huéspedes.

## Elenco
- Fernando Alarcón como Ángel Norambuena
- Gladys del Río como Yolanda "Yoli"
- Jorge Pedreros como Marcial Guerra
- Patricio Torres como José "Pepe" Chaparro
- Marilú Cuevas como Chiruca Chamorro
- Javiera Contador como "La Pato"
- Esperanza Silva como Candelaria "Candy"
- Marko Fabjanovic como Ulises
- Ramón Núñez como Ambrosio Norambuena
- Hugo Medina como Gilberto Moraga
- Luis Dubó como Manuel Rebolledo